# الحملة الصليبية على الكثار
حملة كاثار الصليبية أو الحملة الصليبية الألبيجينية (1209-1229) حملة عسكرية دامت 20 عاماً أطلقها البابا إينوسنت الثالث للقضاء على ما عدته بدعة الكَثار في إقليم لونغدوك. كانت المطاردة الصليبية في المقام الأول من قبل التاج الفرنسي وبالتالي اتخذت على الفور على نكهة سياسية، مما أدى ليس فقط إلى انخفاض كبير في عدد الكَثار، ولكن أيضاً تمت إعادة تنظيم مقاطعة تولوز في لانغدوك، وأصبحت المقاطعة جزء من سلطة التاج الفرنسي، وتراجعت فيها الثقافة الإقليمية المتميزة والمستوى العالي لتأثير كونت برشلونة.
ربما تعود جذور حركة الكاثار إلى حركة بيلكانيون في أرمينيا وفي الأناضول البيزنطية الشرقية وبالتأكيد إلى طائفة البوغوميل التي ظهرت في حقبة الإمبراطورية البلغارية الأولى، والذين تأثروا بالبيلكانيون الذين أعيد توطينهم في تراقيا من قبل البيزنطيين. وكانت حركة الكَثار تدعو إلى العودة إلى الرسالة المسيحية المتمثلة في الكمال والفقر والوعظ بالإضافة إلى رفض المادية إلى حد الجوع. كانت الإصلاحات بمثابة رد فعل ضد أنماط الحياة الفاضحة والمزعجة في كثير من الأحيان لرجال الدين الكاثوليك في جنوب فرنسا. وكانت فكرة الإلهين أو المبادئ، أحدهما جيد والآخر شر، أساسية في معتقدات الكاثار. وكانت هذه المعتقدات مناقضة للكنيسة الكاثوليكية التوحيدية، والتي كان مبدأها الأساسي هو وجود إله واحد فقط. وآمن الكاثار بالتقمص أو تناسخ الآرواح. أصبحوا معروفين باسم الألبيجين، لأنه كان هناك العديد من الأتباع في مدينة ألبي والمنطقة المحيطة بها في القرنين الثاني عشر والثالث عشر.
بين عام 1022 وعام 1163، تم إدانة الكاثار من قبل ثمانية مجالس كنسية محلية، وآخرها، والذي عقد في تولوز، أعلن أنه يجب وضع جميع الألبيجين في السجن ومصادرة ممتلكاتهم. كرر مجمع لاتران الثالث عام 1179 إدانة الكاثار. وقوبلت محاولات البابا إينوسنت الثالث الدبلوماسية والسلميَّة بصد الكاثار بالقليل من النجاح. وبعد مقتل المندوب البابوي بيير دي كاستيلنو في إينوس أثناء عودته إلى روما بعد إعلانه الحرمان الكنسي للكونت ريمون السادس من تولوز، والذي كان في نظره متساهلاً للغاية مع الكاثار. أعلن إينوسنت الثالث حملة صليبية ضد الكاثار. وعارضاً أراضي الفرقة الدينية المنشقة لأي نبيل فرنسي يستعد لحمل السلاح ضدها.
من عام 1209 إلى عام 1215، حقق الصليبيون نجاحًا كبيرًا، حيث استولوا على أرض الكاثار وارتكبوا أعمال عنف شديدة، وغالبًا ضد المدنيين. من عام 1215 إلى عام 1225، تسببت سلسلة من التمردات في فقدان الكثير من الأراضي. نتج عن الحملة الصليبية المتجددة استعادة المنطقة ودفعت الكاثارية إلى الهروب تحت الأرض بحلول عام 1244. كما كان للحملة الصليبية الألبيجينية دور في إنشاء وإضفاء الطابع المؤسسي على كل من النظام الدومينيكي ومحاكم التفتيش في العصور الوسطى. نشر النظام الدومينيكان رسالة الكنيسة في مكافحة البدع المزعومة من خلال الوعظ بتعاليم الكنيسة في البلدات والقرى، بينما حققت محاكم التفتيش في البدع. بسبب هذه الجهود، بحلول منتصف القرن الرابع عشر، تم القضاء على أي آثار واضحة لحركة الكاثار. يعتبر عدد من المؤرخين أن الحملة الصليبية الألبيجينية هي عمل إبادة جماعية ضد الكاثار، في حين يرفض عدد من المؤرخين الآخرين اعتبار الحملة الصليبية الألبيجينية على أنها عمل إبادة جماعية. ويُقدر أن ما بين 200,000 إلى مليون شخص على أقصى حد قُتلوا في هذه الحملة الصليبية.

## عقيدة الكاثار

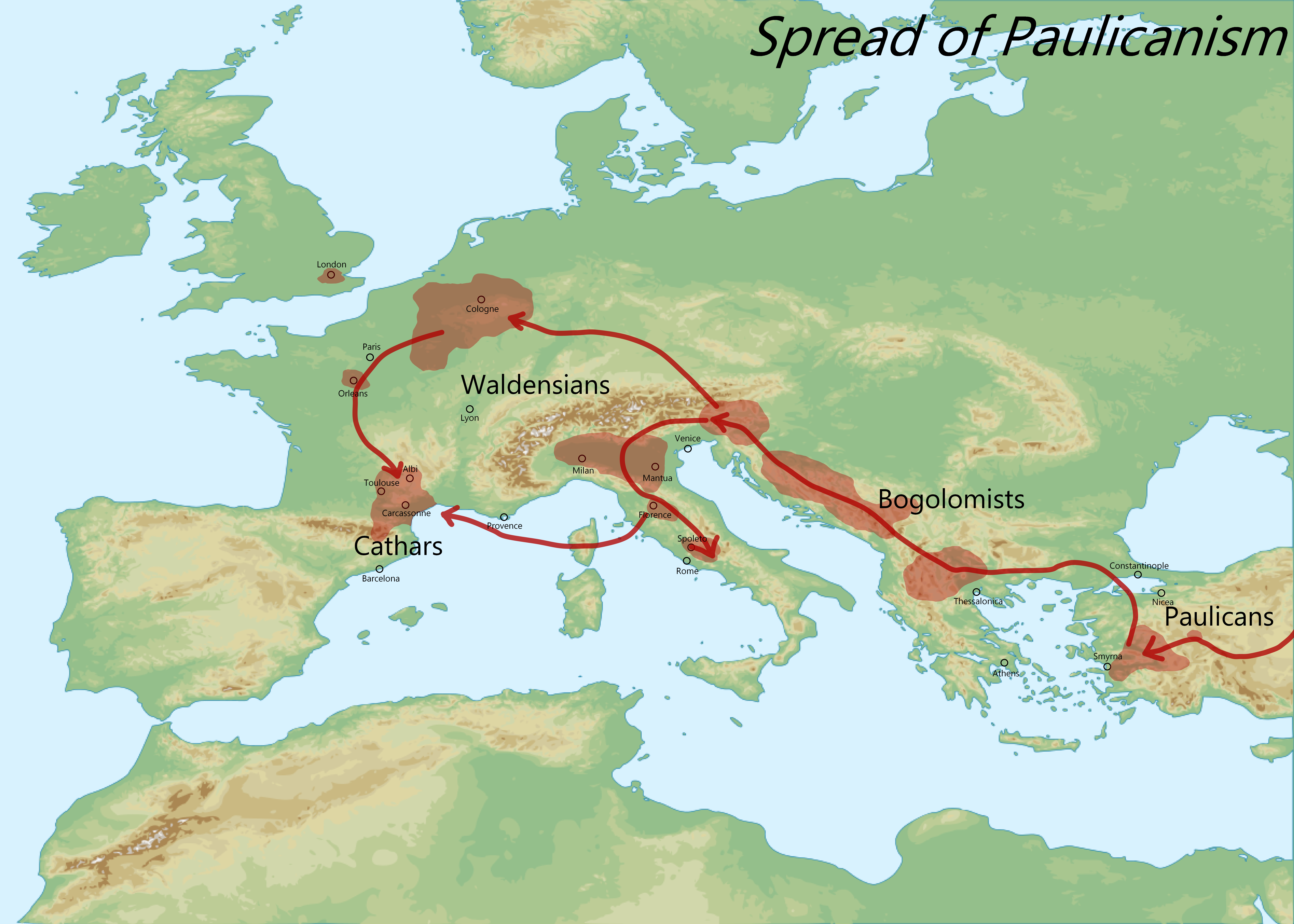
خارطة تين تطور حركة بيلكانيون إلى الكاثاريَّة.

الكاثار (باليونانيَّة: καθαροί) والتعني الطاهر، هي حركة مسيحية لها جذور غنوصية أو إحيائيَّة بدأت في منتصف القرن الثاني عشر. وانتعشت في بعض مناطق أوروبا الجنوبية، ولا سيما ما هو الآن شمال إيطاليا وجنوب فرنسا، بين القرنين الثاني عشر والرابع عشر. كان يُعرف الأتباع باسم الكاثار، والآن يتم تذكرهم بشكل رئيسي لتعرضهم لحقبة طويلة من الاضطهاد من قبل الكنيسة الرومانية الكاثوليكية، والتي لم تعترف بإيمانهم على أنهم مسيحيون. ظهر الكاثار في أوروبا في منطقة لانغيدوك بفرنسا في القرن الحادي عشر وهذا ما يظهر عند ظهور الاسم لأول مرة. كان يُعرف الملتحقين أحيانًا باسم ألبَجْنَسِيُّون أو الألبيجيون، تيمناً بمدينة ألبي الواقعة في جنوب فرنسا حيث بدأت الحركة فيها بالبداية. وتم تدريس الكاثارية في البداية من قبل قادة الزهد الذين وضعوا القليل من الإرشادات، وبالتالي، فإن بعض الممارسات والمعتقدات الكاثارية تنوعت حسب المنطقة وعلى مر الزمن. شجبت الكنيسة الكاثوليكية الممارسات الكاثاريّة، وقد اعتبرتها الكنيسة الرومانية الكاثوليكية آنذاك أنها طائفة خارجة عن الدين المسيحي.
ربما تعود جذور حركة الكاثار إلى حركة بيلكانيون في أرمينيا وفي الأناضول البيزنطية الشرقية وبالتأكيد إلى طائفة البوغوميل التي ظهرت في حقبة الإمبراطورية البلغارية الأولى، والذين تأثروا بالبيلكانيون الذين أعيد توطينهم في تراقيا من قبل البيزنطيين. على الرغم من أن مصطلح الكاثار والذي أُستخدم لعدة قرون لوصف الحركة، الا أن الجدل حول إن عرّف الكاثار أنفسهم من خلال هذا المصطلح هو موضع نقاش. وفي نصوص الكاثار ف‘ن مصطلحات المصطلح «المسيحي الجيد» أو «الرجل الجيد» أو «المرأة الجيدة» هي المصطلحات الشائعة لتعريف الذات.
كانت فكرة الإلهين أو المبادئ، أحدهما جيد والآخر شر، أساسية في معتقدات الكاثار. وكانت هذه المعتقدات مناقضة للكنيسة الكاثوليكية التوحيدية، والتي كان مبدأها الأساسي هو وجود إله واحد فقط، منذ الأزل وإلى الأبد، غير مدرك، كلي القدرة وكلّي العلم، وهو خالق الكون والمحافظ عليه؛ وهو ذو وجود يشكل المبدأ الأول والغاية الأخيرة لكل شيء. بالمقابل آمن الكاثار بأن الله الصالح هو إله العهد الجديد وخالق العالم الروحي. لقد اعتقدوا أن الله الشرير هو إله العهد القديم، خالق العالم المادي الذي عرّفه العديد من الكاثار بالشيطان. وظنَّ الكاثار أن الأرواح البشرية كانت أرواح الملائكة غير المحُاصرين في العالم المادي للإله الشرير، ومن المقدر أن يتم تجسيده حتى يتحقق الخلاص من خلال التعزية، عندما يتمكنون من العودة إلى الله الحميد. وآمن الكاثار بالتقمص أو تناسخ الآرواح.

## الإرث

### التأثير
نتيجة الحملة الصليبية على الكاثار لم يساهم سوى عدد صغير من المجندين الفرنسيين في الحروب الصليبية الخامسة والسادسة.
يقول سترير إن الصليبية الألبيجينية زادت من مركزية الملكية الفرنسية وجعلت البابوية أكثر اعتمادًا عليها معتبراً أن هذا مما أدى في نهاية المطاف إلى بابوية أفينيون.
أدت الحملة أيضاً إلى إنشاء "محاكم التفتبش" سيئة الصيت عبر التاريخ عام 1210 على يد طائفة الدومينيكان للتحقيق مع الهراطقة معتنقي البدع ومحاكمتهم.

### تعريفها كإبادة جماعية

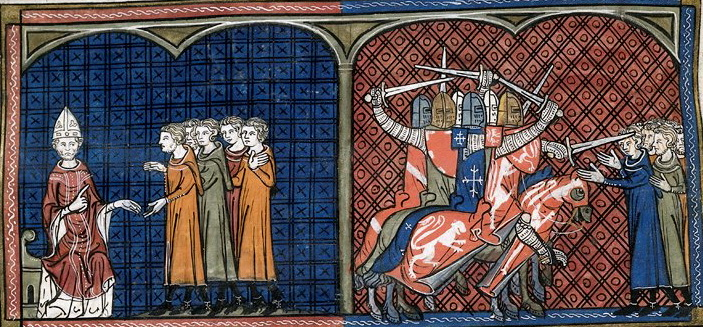
البابا إينوسنت الثالث يحرم الكاثار كنسيا (يسار). المذبحة ضد الكاثار من قبل الصليبيين (يمين).

رافائيل ليمكين، الذي صاغ في القرن العشرين مصطلح "إبادة جماعية"، أشار إلى الحملة الصليبية الألبيجينية باعتبارها «واحدة من أكثر حالات الإبادة الجماعية حسمًا في التاريخ الديني». كتب مارك غريغوري بيغ أن «الحملة الصليبية على الكاثار بدأت الإبادة الجماعية في الغرب من خلال ربط الخلاص الإلهي بالقتل الجماعي، وذلك بجعل الذبح عملًا من أعمال المحبة مثله مثل تضحيته على الصليب». يقول روبرت إي ليرنر أن تصنيف بيغ للحملة الصليبية الألبيجينية باعتبارها إبادة جماعية غير مناسب، على أساس أنها «كانت ضد غير المؤمنين... وليس ضد جنس أو شعب؛ أولئك الذين انضموا إلى الحملة الصليبية لم يكن لديهم نية إبادة سكان جنوب فرنسا... إذا رغب بيغ في ربط الحملة الصليبية الألبيجينية بالمذابح العرقية الحديثة، فالكلمات تخذلني (كما تخذله).» لورنس مارفين ليس رافضًا مثل ليرنر فيما يتعلق بادعاء بيج بأن الحرب الصليبية الألبيجينية كانت إبادة جماعية؛ ومع ذلك، فهو يعترض على حجة بيغ القائلة بأن الحملة الصليبية الألبيجينية شكلت سابقة تاريخية مهمة لعمليات الإبادة الجماعية اللاحقة بما في ذلك الهولوكوست. تعرضت حجة مارك غريغوري بيغ أيضاً لإنتقادات من مؤرخين وباحثين أمثال مالكولم باربر وألين غراهام ليه.
يصف كورت جوناسون وكارين سولفيج بيورنسون الحملة الصليبية الألبيجينية بأنها «الإبادة الجماعية الأيديولوجية الأولى». قام كورت جوناسون وفرانك شالك (الذين أسسوا معًا معهد مونتريال لدراسات الإبادة الجماعية وحقوق الإنسان) بتضمين دراسة حالة مفصلة عن الحملة الصليبية الألبيجينية في كتابهم المدرسي الخاص بدراسات الإبادة الجماعية: تاريخ وعلم اجتماع الإبادة الجماعية: تحليلات ودراسات حالة، تأليف: Strayer وMalise Ruthven.
وفقًا لإدوارد بيترز، فإن عنف الحملة الصليبية لا يتماشى مع إصلاحات وخطط البابا إينوسنت الثالث، التي شددت على الاعتراف، وإصلاح رجال الدين والعلمانيين، والتعاليم الرعوية لمعارضة البدع. يؤكد بيترز أن العنف كان بسبب أن الحملة الصليبية كانت تحت سيطرة الغوغاء والحكام والأساقفة المحليين الذين لم يدعموا أفكار البابا إينوسنت الثالث. أثار الشغف الذي لا يمكن السيطرة عليه الخاص بالغوغاء المحليين وصيادي البدع، وعنف المحاكم العلمانية، وإراقة الدماء في الحملة الصليبية الألبيجينية رغبة داخل البابوية في تطبيق سيطرة أكبر على التعامل مع البدع. أدت هذه الرغبة إلى تطوير إجراءات قانونية منظمة للتعامل مع الزنادقة.